# Izhavia
Izhavia (Russisch: ОАО «Ижавиа») is een Russische luchtvaartmaatschappij met haar thuisbasis in Izjevsk. Zij voert passagiers-, vracht- en chartervluchten uit binnen Rusland. Het is de nationale luchtvaartmaatschappij van Oedmoertië.

## Geschiedenis
Izhavia is opgericht in 1992 als Izhevsk Air Enterprise als opvolger van Aeroflots Izhevsk divisie. In 1995 werd de huidige naam ingevoerd.

## Diensten
Izhavia voert lijnvluchten uit naar (feb 2023):
Binnenland:
Tsjeljabinsk, Izjevsk, Kirov, Nizhnevartovsk, Saratov, Simferopol, Soergoet, Oefa, Moskou Domodedovo, Sint-Petersburg, Sotsji.

## Vloot
De vloot van Izhavia bestaat uit: (feb. 2023)
| Vliegtuig       | Aantal in floot | Passagiers (Business/Economy) |
| --------------- | --------------- | ----------------------------- |
| Jakovlev Jak-42 | 7               | 120 (0/120), 104 (8/96)       |
| Boeing 737-800  | 2               |                               |
| Totaal          | 9               |                               |